# 京都府道・福井県道21号舞鶴野原港高浜線
京都府道・福井県道21号舞鶴野原港高浜線（きょうとふどう・ふくいけんどう21ごう まいづるのはらこうたかはません）は、京都府舞鶴市から福井県大飯郡高浜町に至る主要地方道（京都府道・福井県道）である。

## 概要
東舞鶴と高浜町を結ぶ。国道27号では吉坂峠を経て、東西に直線状で結ばれているのに対し、当府県道は京都府舞鶴市大門松島交点を起点に、大浦半島を周回し、福井県大飯郡高浜町日置に至るコースとなっている。
しかし、車両交通不能区間が2か所あり、また、道幅が狭い箇所が多いなど、未改良区間が続く。竜宮浜海水浴場や野原海水浴場といったレジャースポットが沿線にある。

### 路線データ

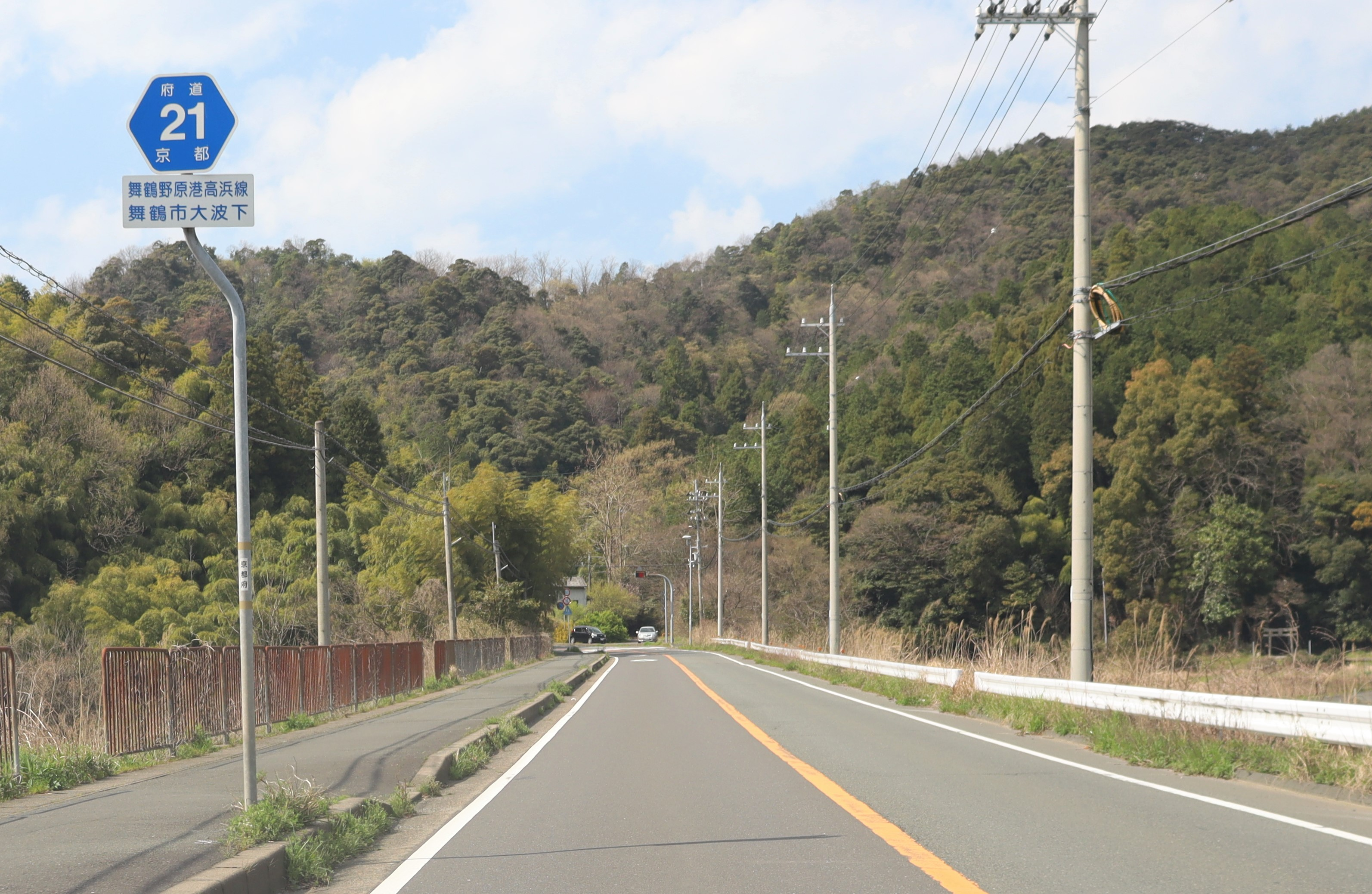
京都府道21号舞鶴野原港高浜線、舞鶴市大波下にて

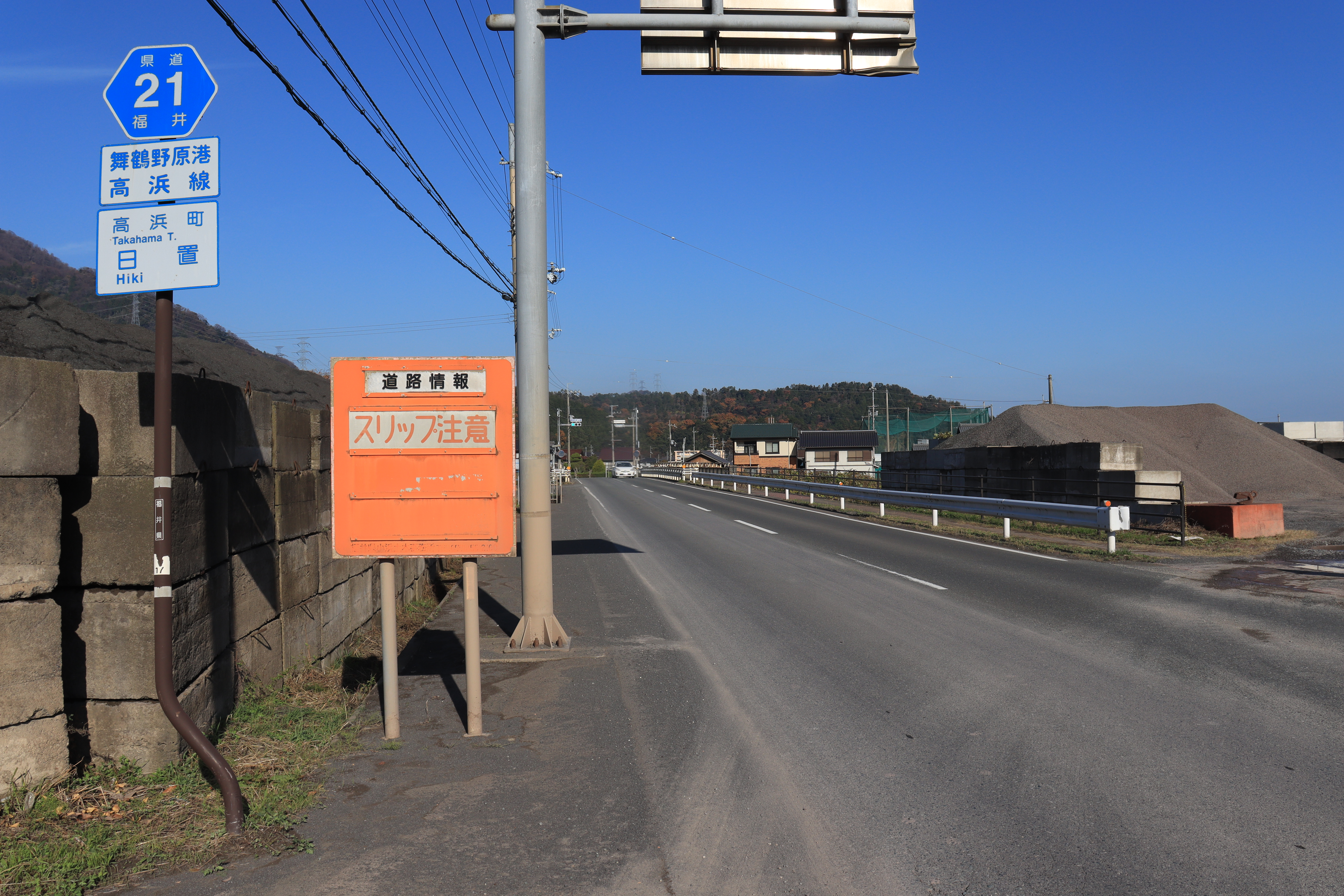
福井県道21号舞鶴野原港高浜線、大飯郡高浜町日置にて

- 起点：京都府舞鶴市溝尻（大門松島交差点・国道27号交点）
- 終点：福井県大飯郡高浜町青（日置交差点・国道27号交点）

## 歴史
- 1976年（昭和51年）4月1日 - 建設省（現・国土交通省）が主要地方道に指定。
- 1977年（昭和52年）
  - 4月1日 - 福井県が主要地方道として路線認定（整理番号3）。
  - 6月9日 - 京都府が主要地方道として路線認定（整理番号58）
- 1993年（平成5年）5月11日 - 建設省から、主要府県道舞鶴野原港高浜線が舞鶴野原港高浜線として主要地方道に再指定される[1]。
- 1994年（平成6年）4月1日 - 両府県で整理番号を21に変更。
- 2021年（令和3年）3月19日 - 難波江坂（なばえさか）トンネルを含む、大飯郡高浜町神野 - 難波江（1.6 km）が開通[2][3]。

## 路線状況

### バイパス
- 舞鶴市田井附近

### トンネル
- 難波江坂トンネル
  - 全長 1,011 m[2]

### 重複区間
- 福井県道149号音海中津海線（大飯郡高浜町難波江・難波江交差点 - 大飯郡高浜町難波江）

### 車両交通不能区間
- 京都府舞鶴市野原 - 舞鶴市成生【北緯35度34分42.5秒 東経135度26分52.1秒 / 北緯35.578472度 東経135.447806度】
- 京都府舞鶴市田井 - 福井県大飯郡高浜町上瀬

## 地理

### 通過する自治体
- 京都府
  - 舞鶴市
- 福井県
  - 大飯郡高浜町

### 交差する道路
- 国道27号（京都府舞鶴市溝尻・大門松島交差点、起点）
- 京都府道561号田井中田線（京都府舞鶴市中田、舞鶴市田井）
- 三浜瀬崎林道（京都府舞鶴市三浜）
- 福井県道772号高浜舞鶴線（福井県大飯郡高浜町鎌倉）
- 福井県道149号音海中津海線（福井県大飯郡高浜町難波江・難波江交差点）
- 福井県道149号音海中津海線（福井県大飯郡高浜町難波江）
- 国道27号（福井県大飯郡高浜町青・日置交差点、終点）

### 沿線にある施設など
- 舞鶴市立東図書館
- 京都府立東舞鶴高等学校 浮島分校
- 海上自衛隊舞鶴教育隊、自衛隊舞鶴病院
- 日本板硝子 舞鶴工場
- 舞鶴市立若浦中学校
- 舞鶴引揚記念公園、舞鶴引揚記念館
- 舞鶴市平工業団地
- 舞鶴市立大浦小学校
- 椋森神社
- 舞鶴自然文化園
- 竜宮浜海水浴場
- 野原海水浴場
- 舞鶴田井郵便局
- 恵良岬展望台
- 高浜町立日引小学校
- 高浜町立内浦小学校・中学校、内浦保育所
- 高浜町立神野小学校
- 難波江海水浴場